# اللجنة العالمية للدراسات الموريسكية
اللجنة العالمية للدراسات الموريسكية هي لجنة من باحثين أعلن عنها في 21 سبتمبر 1983 بتونس خلال المؤتمر العالمي الثاني للدراسات الموريسكية.

## المؤسسون
وقد وقع على الوثيقة التأسيسية خمسون باحثا من بلدان مختلفة من بينهم:
- ناصر الدين سغيدوني من الجزائر، عضو؛
- أحمد أبي عياد من الجزائر، عضو.
- عبد الجليل التميمي من تونس، الرئيس ؛
- محمد نجيب بن جميع من تونس
- أحمد بوشرب وحسين بوزينب ومحمد رزوق من المغرب
- لوي كاردياك، الرئيس الشرفي من فرنسا ؛
- إيفات كاردياك هرموسيلا برنار فانسن من فرنسا ؛
- ألفارو غالمس دي فرانتس ورودولفو خيل غريمو وماركيز فيلانويفا وخوان أراندا دونصيل نيكولاس كابريلانا وغييرمو غوزالبس بوستو ورافاييل كاراسكو من إسبانيا ؛
- لوث لوباث بارلت ، الأمين العام من بورتو ريكو ؛
- ماريا تيريزا نارفاييز من بورتو ريكو ؛

## الأهداف
من بين أهداف هذه اللجنة تشجيع وتسهيل والتنسيق ونشر البحوث والدراسات الموريسكية كما نص على ذلك البند الأول من قانونها الأساسي.

## الهيئة العلمية
تتكون الهيئة الإدارية للجنة العالمية للدراسات الموريسكية التي أعلن عنها في 21 ماي 2009 من :
- لوي كاردياك، رئيسا شرفيا ؛
- عبد الجليل التميمي، رئيسا ؛
- لوث لوباث بارلت، كاتبة عامة ؛
- وعضوية كل من: أحمد أبي عياد (الجزائر، جمال عبد الرحمن (مصر)، ماريا تيريزا نارفييز (بورتو ريكو)، فدوة الهزيتي (المغرب) بالإضافة إلى عضوين آخرين من فرنسا وإسبانيا.

## نشاطها
يتمثل أهم ما قامت به اللجنة في الدعوات التي توجهها رفقة مؤسسة التميمي للبحث العلمي والمعلومات لعقد مؤتمر عالمي للدراسات الموريسكية كل سنتين بتونس، وانعقد آخر تلك المؤتمرات فيما بين 20 و22 ماي 2009.